# Peter Blum (Maler)
Peter Henryk Blum (* 8. Oktober 1964 in Elbing, Polen) ist ein deutscher Maler und Grafiker.

## Leben
Blum wuchs in Fulda auf. Er studierte nach dem Abitur in der Kunsthochschule Kassel bei Kurt Haug und wurde nach seinem Diplom 1991 Stipendiat der Kunststation Kleinsassen (Rhön). Er gilt als Vertreter des Kasseler Realismus.
Peter Blum weist über 110 Ausstellungen im In- und Ausland auf, darunter im Künstlerhaus Wien, in der Kunsthalle Gießen, Vonderau Museum, auf Schloss Ritzebüttel Cuxhaven, in der Hamburger Galerie Ravenborg  oder in der Hay Hill Gallery in London.
Im Jahr 2004 erregte er Aufmerksamkeit, als sein Aktgemälde Praline nach einem gerichtlichen Vergleich mit der abgebildeten Dame von dieser verbrannt wurde.
Blum lebt und arbeitet in Motten im bayerischen Landkreis Bad Kissingen an der Landesgrenze zu Hessen.

## Werke

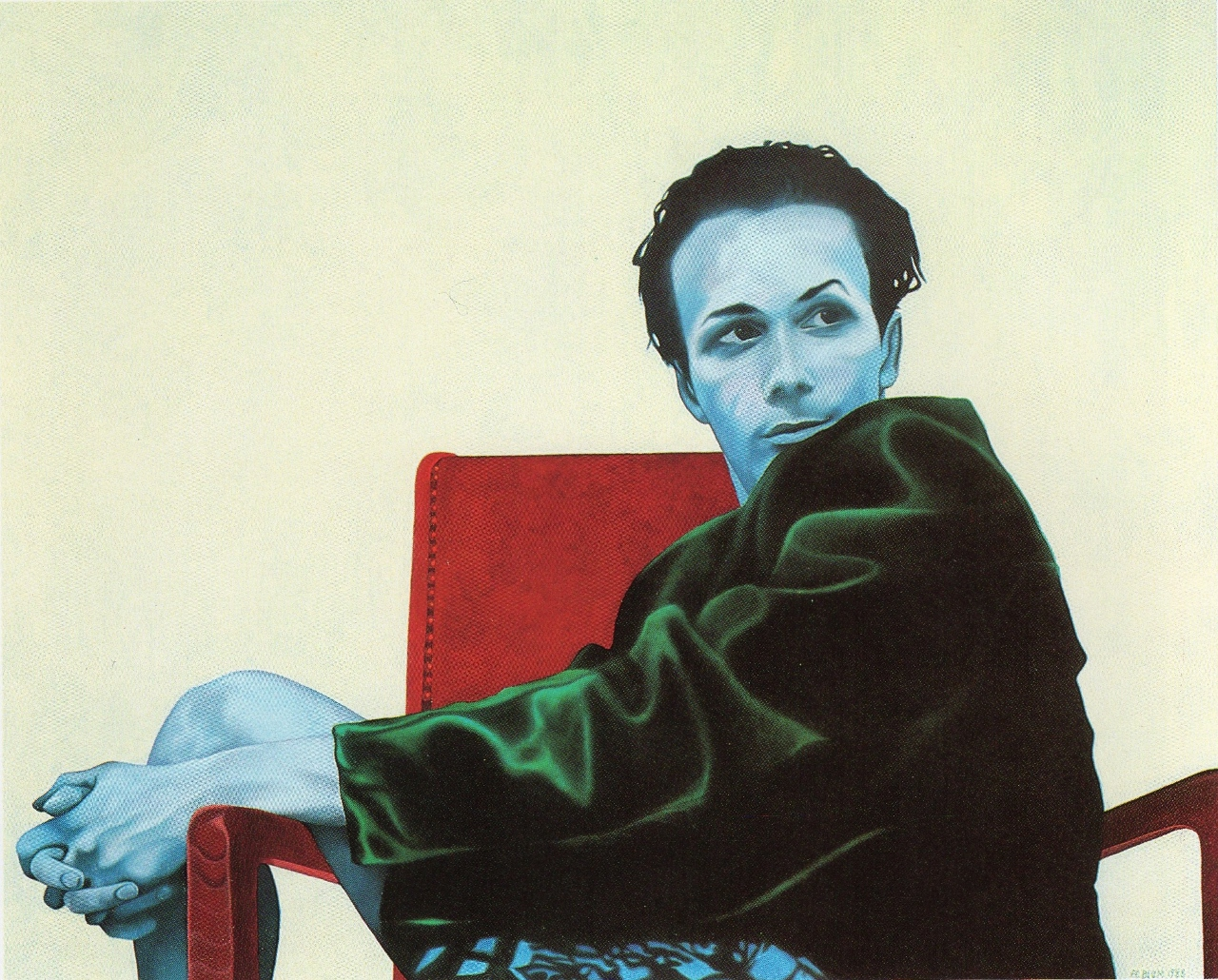
Michel, 1988, Öl auf Leinwand, 85 × 105 cm
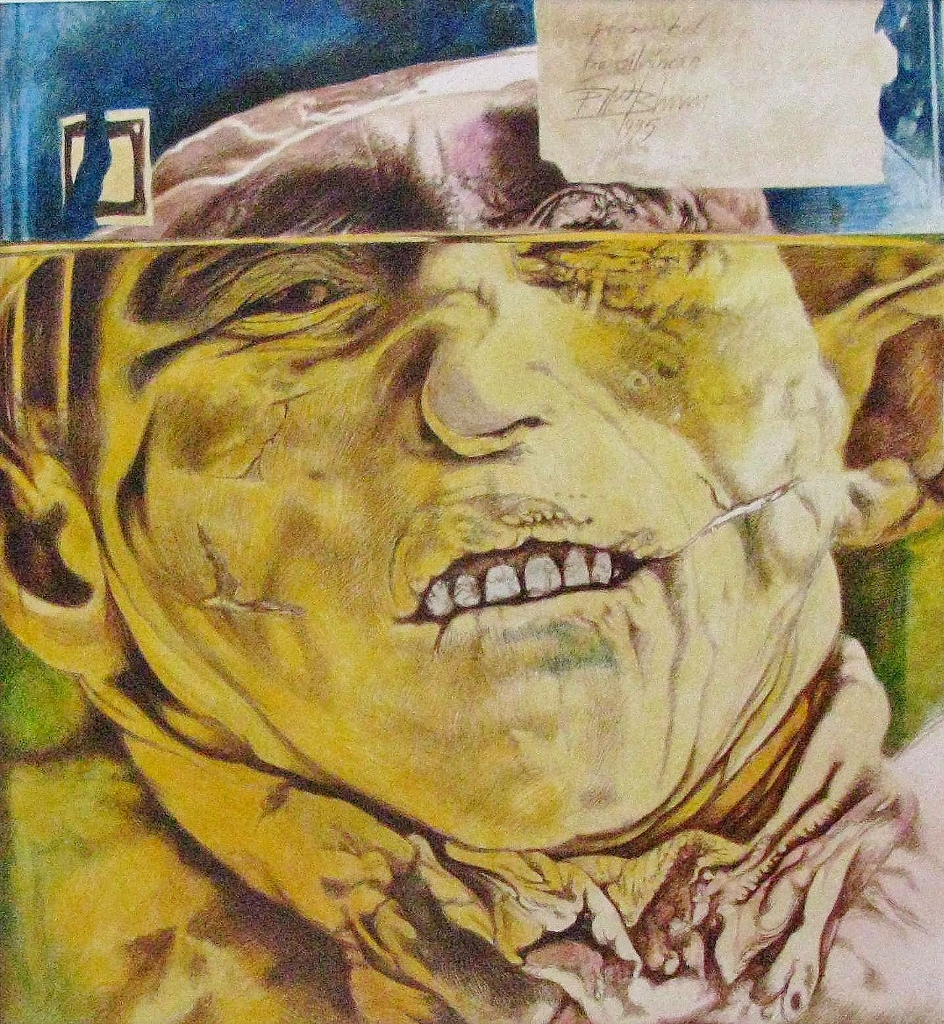
Preparatul transilvanean, 1995, Aquarell auf Papier, 56 × 52 cm
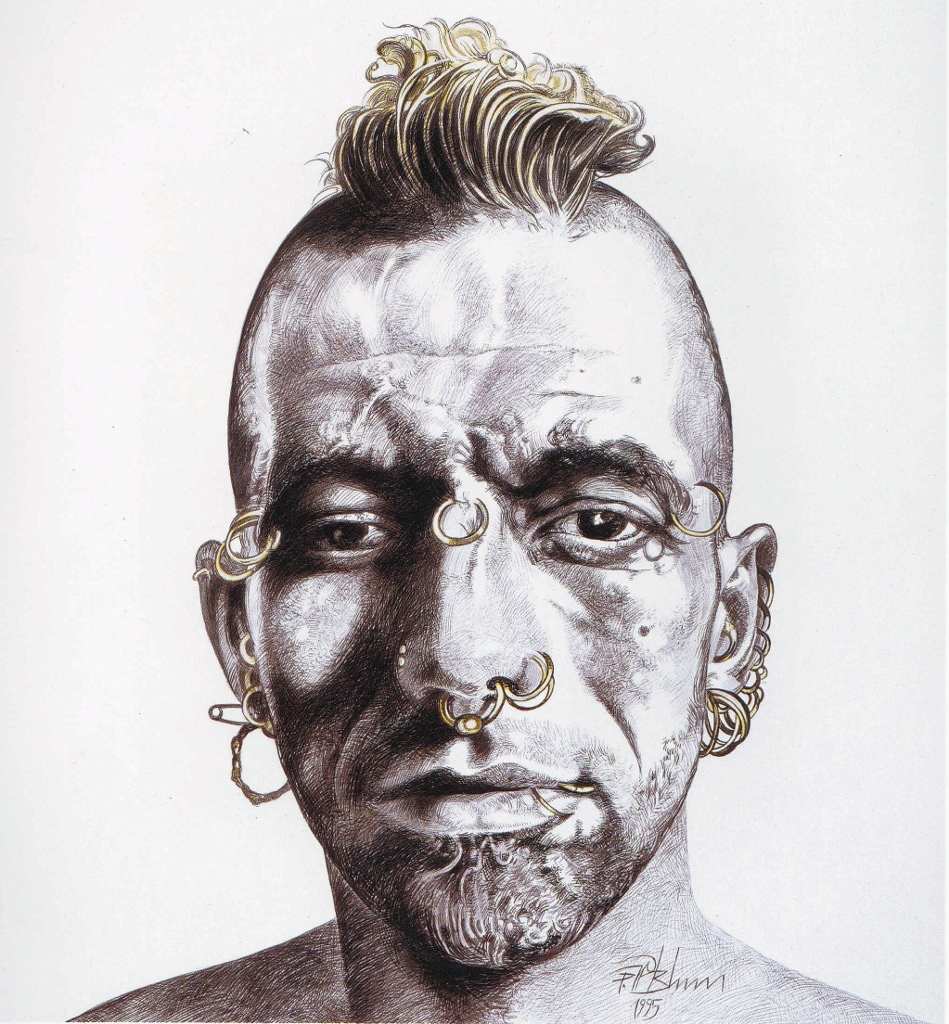
Herr der Ringe, 1995, Sepia auf Papier, 56 × 52 cm
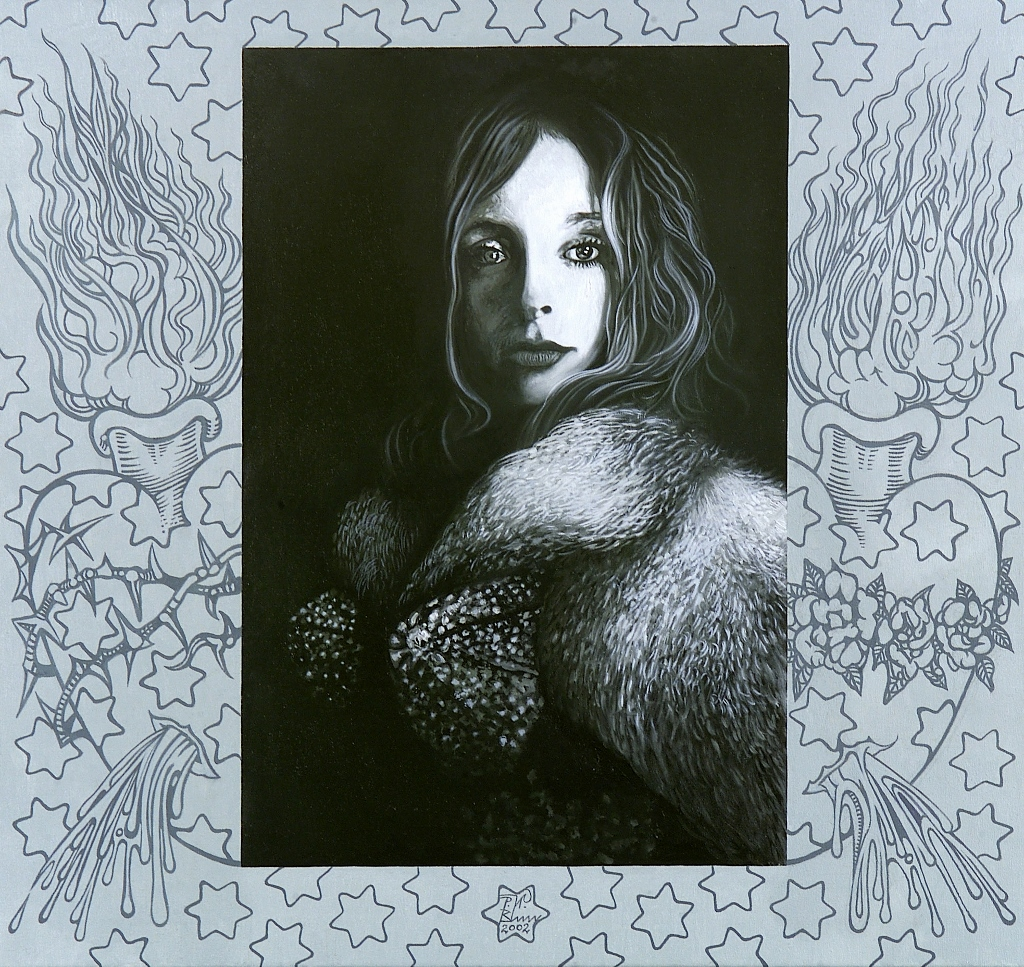
Dame in Nutria, 2002, Öl auf Leinwand, 75 × 80 cm
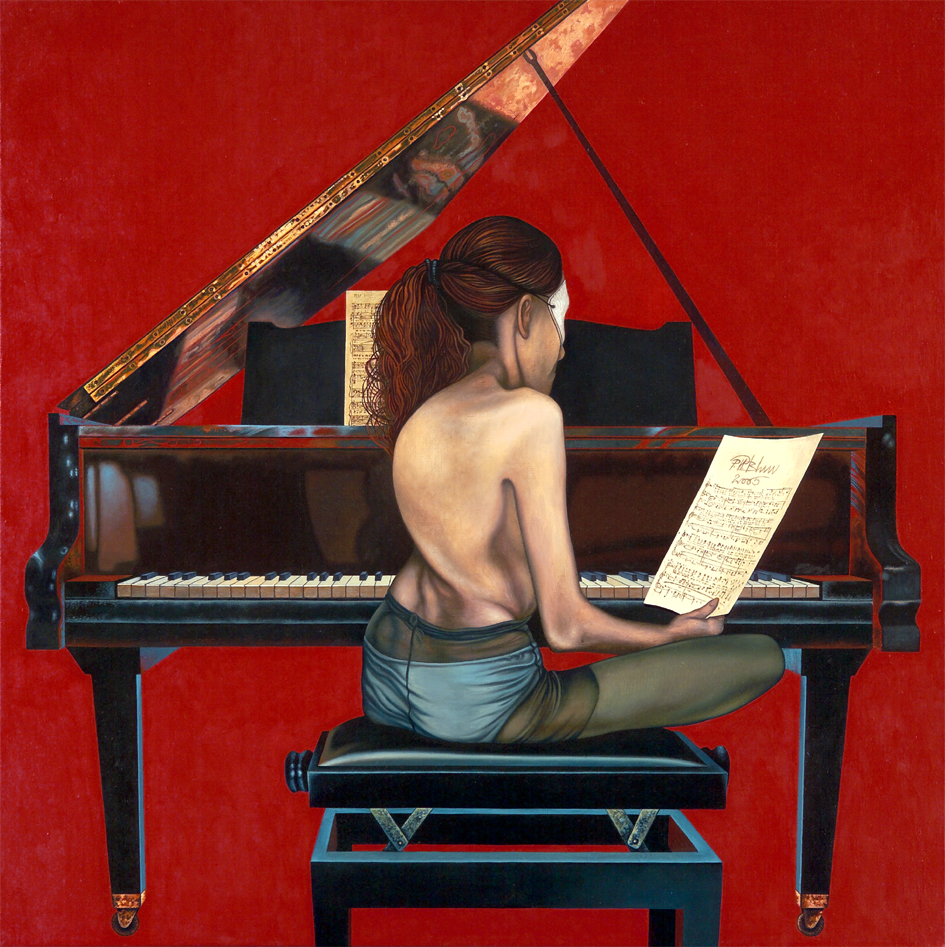
Die Partitur, 2005, Öl auf Leinwand, 110 × 110 cm
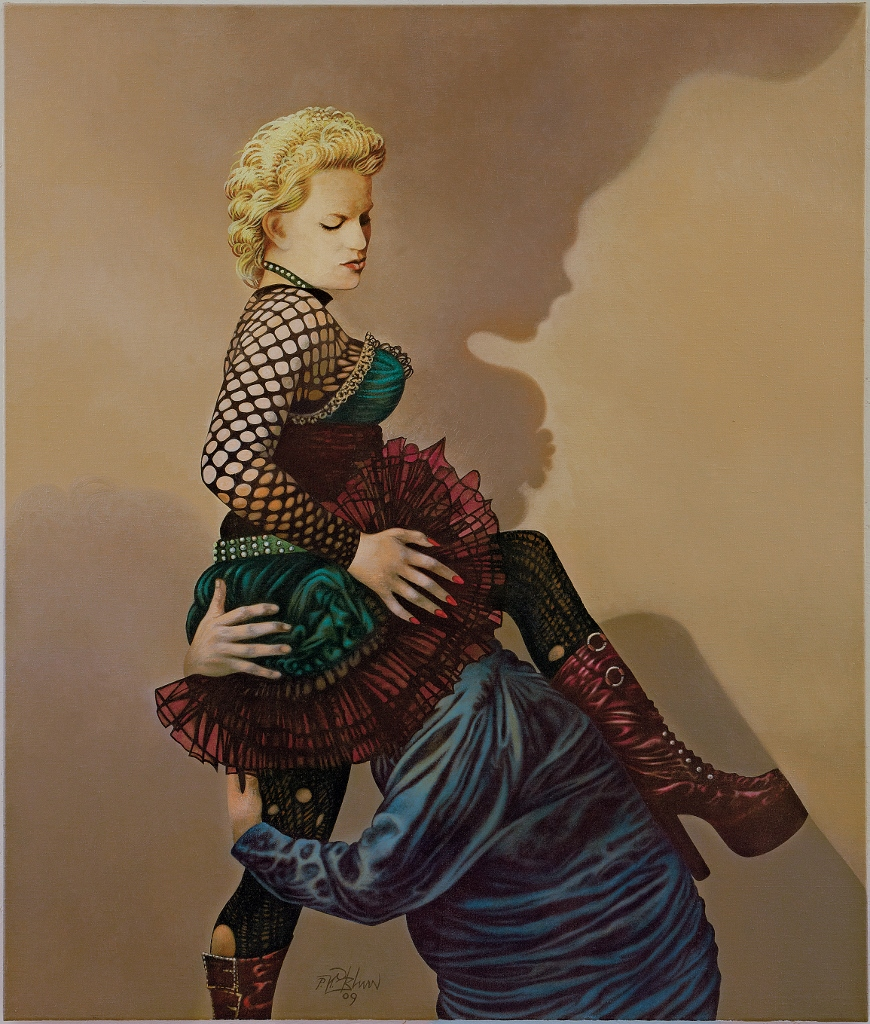
Pieta Cunilingus, 2009, Öl auf Leinwand, 130 × 110 cm
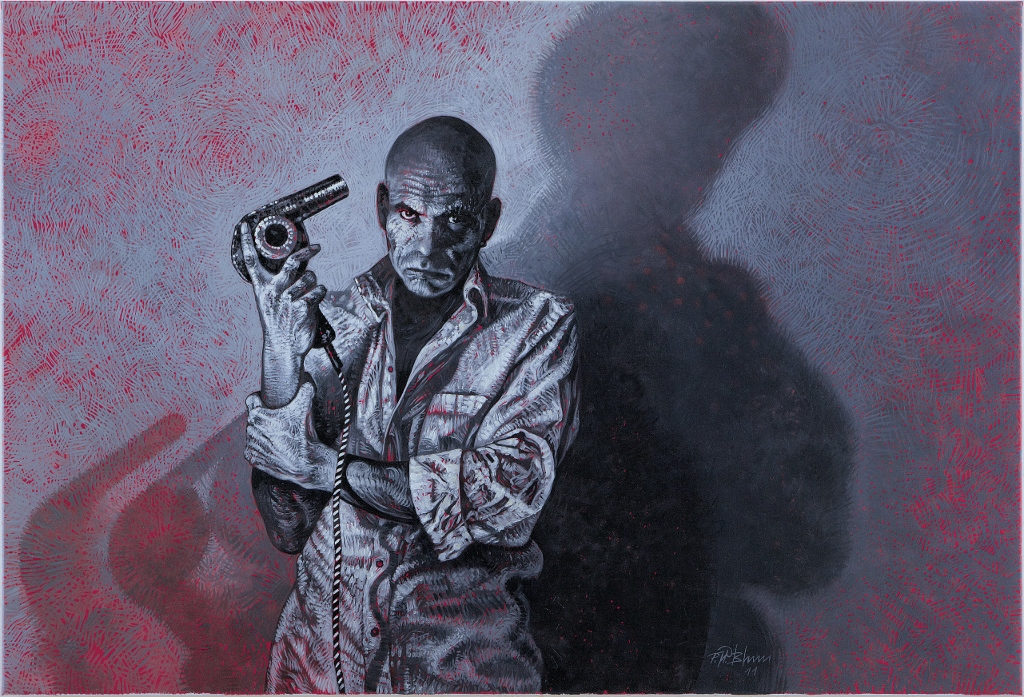
Gegen den Wind, 2011, Acryl, Öl auf Leinwand, 85 × 125 cm
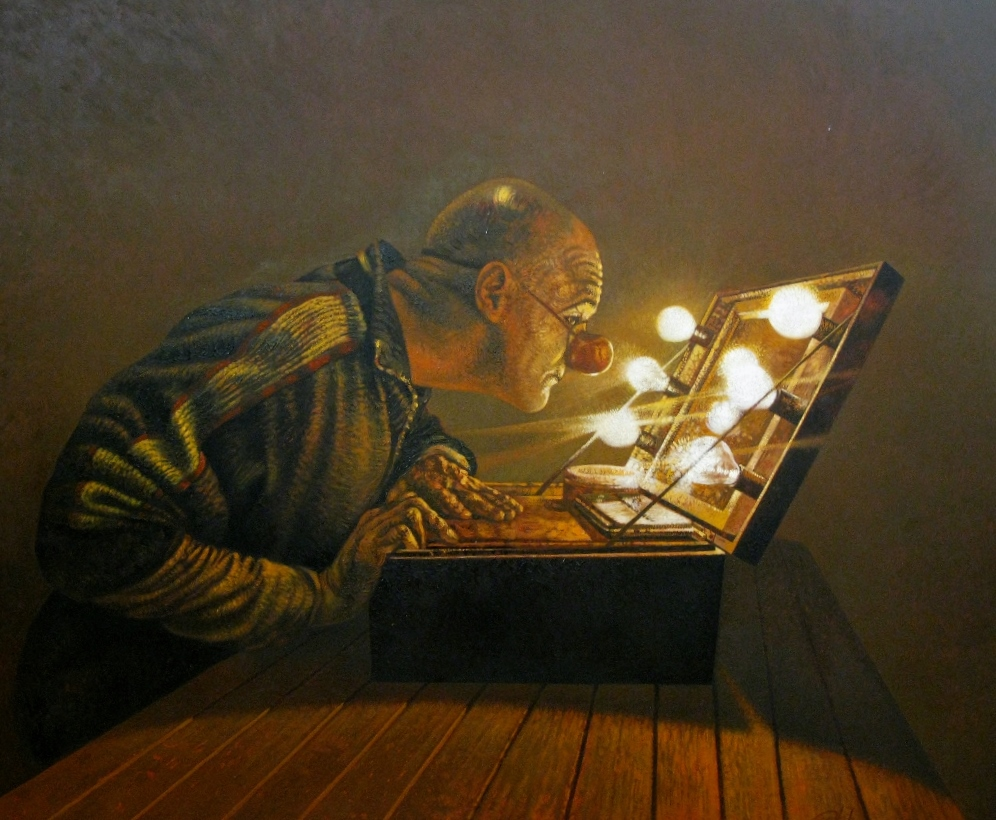
Der letzte Blick, 2013, Öl auf Leinwand, 85 × 100 cm
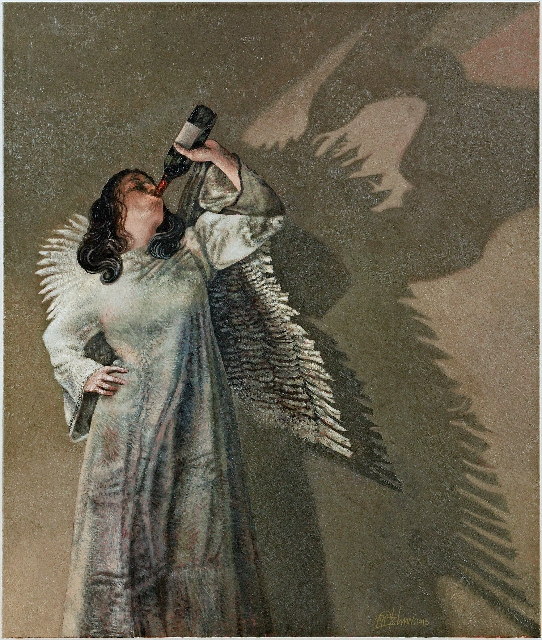
Rauschengel, 2013, Öl auf Leinwand, 130 × 110 cm